# Kabinett Colijn V

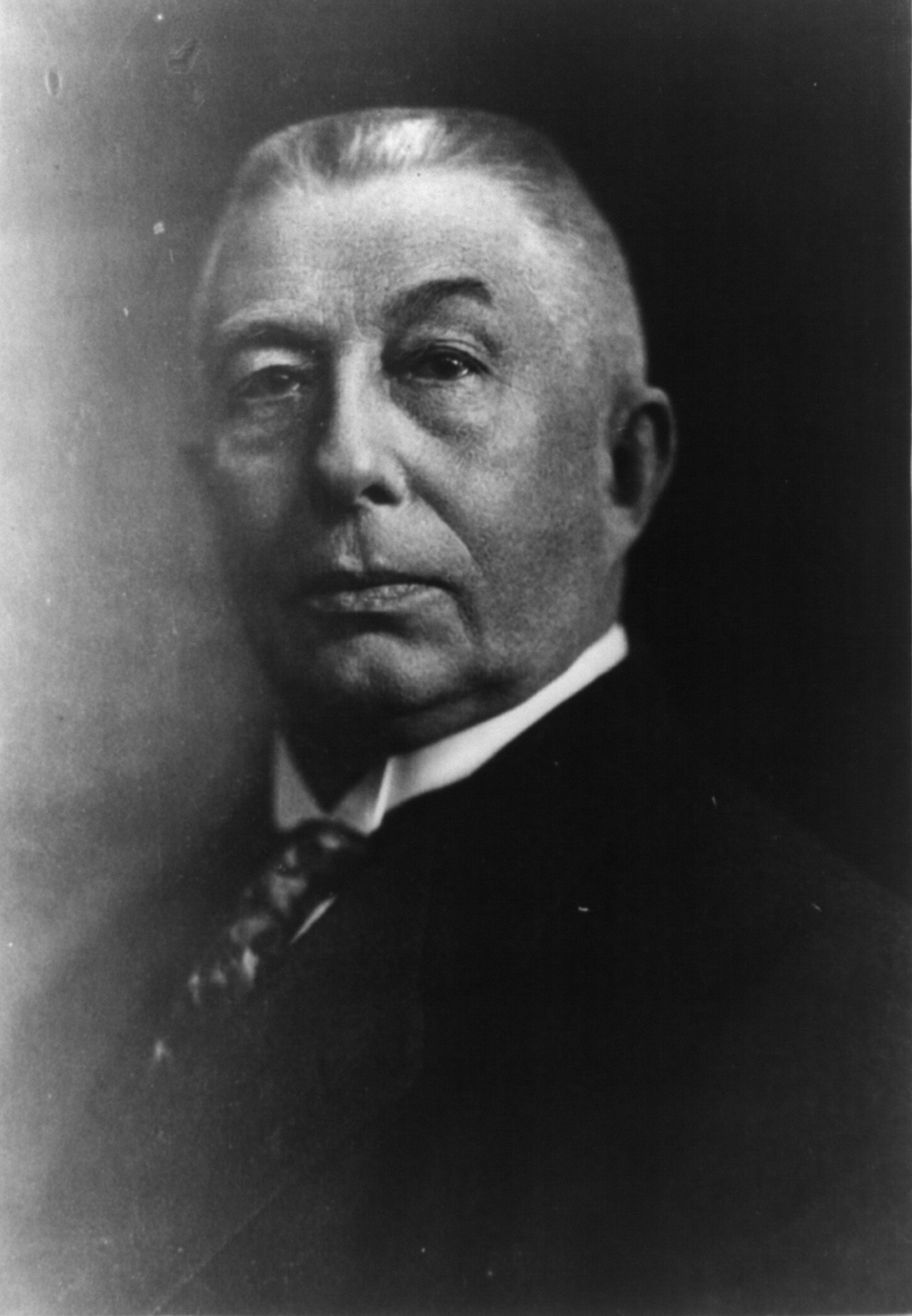
Ministerpräsident Hendrikus Colijn.

Das Kabinett Colijn V war die Regierung der Niederlande vom 25. Juli bis zum 10. August 1939 unter Ministerpräsident Hendrikus Colijn, der bereits von 1925 bis 1926 Ministerpräsident war und das Amt erneut seit 1933 bekleidete. Das fünfte Kabinett Colijn wurde ohne Parteibeteiligung von Colijn gebildet, der nach eigenen Angaben den ihm erteilten Bildungsauftrag wie einen königlichen Befehl angenommen hatte. Die Minister kamen von der Anti-Revolutionären Partei ARP (Anti-Revolutionaire Partij) und der Christlich-Historischen Union CHU (Christelijk-Historische Unie) oder waren parteilose Liberale. Das Kabinett hatte mehr Liberale (hauptsächlich ehemalige indische Administratoren) als die Zweite Kammer der Generalstaaten, wurde allerdings gleich nach der ersten Debatte der Zweiten Kammer entlassen. Der Sturz des Kabinetts wurde durch die Annahme eines Antrags des Vorsitzenden der RKSP-Fraktion Laurentius Nicolaas Deckers herbeigeführt, in dem die Maßnahmen des Kabinetts missbilligt wurden. Dieser Antrag wurde von RKSP, SDAP, VDB, CDU und CPN unterstützt. ARP, CHU und LSP, NSB und SGP stimmten dagegen. Das fünfte Kabinett Colijn trat daher bereits nach zwei Tagen am 27. Juli zurück. Am 10. August 1939 trat das zweite Kabinett De Geer die Nachfolge an.

## Bildung des Kabinetts

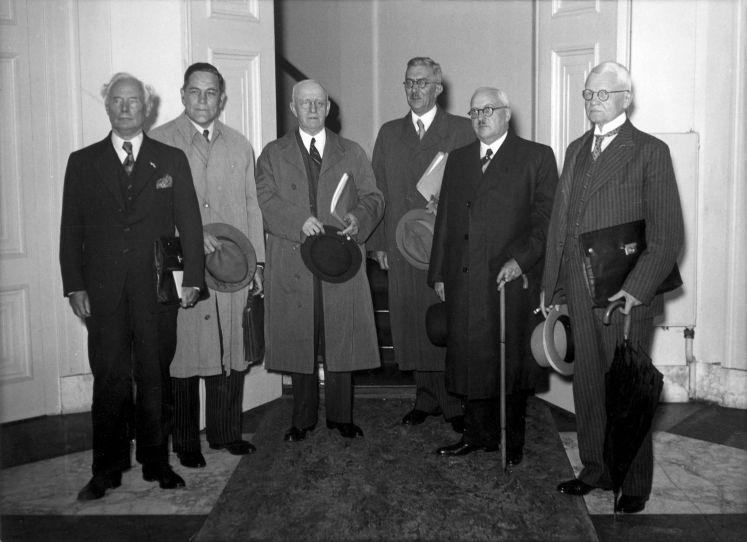
Das fünfte Kabinett Colijn (24. Juli 1939).

Nach dem Sturz des vierten Kabinetts Colijn wurde der Ministerpräsident zum „Formateur“ ernannt. Er strebte ein Kabinett der sechs großen Parteien an, was aber von RKSP, SDAP und VDB abgelehnt wurde. Am 7. Juli 1939 konsultierte Königin Wilhelmina dann in einer gemeinsamen Sitzung ihre wichtigsten Berater, die Präsidenten der Ersten Kammer, Willem Lodewijk de Vos van Steenwijk, und der Zweiten Kammer der Generalstaaten, Josef van Schaik, den Vizepräsidenten des Staatsrates und den liberalen Staatsminister Dirk Fock, die allerdings keine konkrete Lösung anbieten konnten.
Danach wurde überraschenderweise der ehemalige Vorsitzende der Zweiten Kammer und Staatsrat Dionysius Koolen von der RKSP, ein Vertreter des konservativen Flügels seiner Partei, zum Formateur ernannt. Allerdings hatte er keinen Erfolg. Von ihm angeforderte Kandidaten weigerten sich, in einem breit besetzten Kabinett Ministerämter zu übernehmen. Colijn erhielt daraufhin einen weiteren Auftrag zur Kabinettsbildung. Er strebte ein Kabinett an, das von den Fraktionen der Zweiten Kammer getrennt war und dessen Minister ad personam ernannt wurden. Katholiken und Liberaldemokraten (einschließlich Pieter Oud vom VDB) weigerten sich, einen Sitz im Kabinett einzunehmen. Neben drei amtierenden Ministern (Hendrik van Boeijen (Inneres), Jannes Johannes Cornelis van Dijk (Verteidigung) und Jacob Adriaan Nicolaas Patijn (Auswärtiges)) und dem liberalen ehemaligen Minister Otto Cornelis Adriaan van Lidth de Jeude wurden auch Personen außerhalb der Politik zur Übernahme von Ministerämtern eingeladen. Nach der Parlamentswahl vom 26. Mai 1937, der letzten Wahl vor 1946, verfügten die Regierungsparteien nur über 29 Sitze (29 Prozent) in der Zweiten Kammer sowie nur über 16 Sitze (32 Prozent) in der Ersten Kammer. 

## Mitglieder des Kabinetts
Dem Kabinett gehörten folgende Personen an:
| Amt                                               | Amtsinhaber                              | Partei                | Beginn der Amtszeit | Ende der Amtszeit |
| ------------------------------------------------- | ---------------------------------------- | --------------------- | ------------------- | ----------------- |
| Ministerpräsident                                 | Hendrikus Colijn                         | ARP                   | 25. Juli 1939       | 10. August 1939   |
| Minister für Allgemeine Angelegenheiten           | Hendrikus Colijn                         | ARP                   | 25. Juli 1939       | 10. August 1939   |
| Außenminister                                     | Jacob Adriaan Nicolaas Patijn            | Parteiloser Liberaler | 25. Juli 1939       | 10. August 1939   |
| Justizminister                                    | Johannes Anthonie de Visser              | CHU                   | 25. Juli 1939       | 10. August 1939   |
| Innenminister                                     | Hendrik van Boeijen                      | CHU                   | 25. Juli 1939       | 10. August 1939   |
| Minister für Unterricht, Kunst und Wissenschaften | Bertram Schrieke                         | Parteiloser Liberaler | 25. Juli 1939       | 10. August 1939   |
| Finanzminister                                    | Christiaan Wilhelm Bodenhausen           | Parteiloser Liberaler | 25. Juli 1939       | 10. August 1939   |
| Verteidigungsminister                             | Jannes Johannes Cornelis van Dijk        | ARP                   | 25. Juli 1939       | 10. August 1939   |
| Minister für Wasserwirtschaft                     | Otto Cornelis Adriaan van Lidth de Jeude | LSP                   | 25. Juli 1939       | 10. August 1939   |
| Wirtschaftsminister                               | Hendrikus Colijn (kommissarisch)         | ARP                   | 25. Juli 1939       | 10. August 1939   |
| Sozialminister                                    | Marinus Damme                            | Parteiloser Liberaler | 25. Juli 1939       | 10. August 1939   |
| Kolonialminister                                  | Cornelis van den Bussche                 | Parteiloser Liberaler | 25. Juli 1939       | 10. August 1939   |